# Daniel Ortega
José Daniel Ortega Saavedra (La Libertad, 11 de novembro de 1945) é um político nicaraguense, atual presidente desde 2007. Foi presidente da Nicarágua entre 1979 e 1990 e voltou ao cargo em 2006, tendo sido reeleito em 2011, 2016 e 2021, essa última, com a prisão de diversos opositores e rejeitada pela grande maioria da comunidade internacional.
É membro da Frente Sandinista de Libertação Nacional (FSLN) desde 1962. Visto inicialmente como um líder revolucionário, seu governo foi, ao longo dos anos, se tornando mais autoritário e centralizado, com muitas pessoas fugindo do país.
Os EUA e a União Europeia impuseram sanções contra seu governo por violações de direitos humanos no país.

## Biografia

### Vida pessoal
Ortega nasceu em uma família de classe média da cidade de La Libertad, no departamento de Chontales. Seus pais, Daniel Ortega e Lidia Saavedra, eram opositores do regime de Anastasio Somoza. Sua mãe foi presa pela Guarda Nacional de Somoza por estar com posse cartas de amor que, de acordo com a polícia, eram mensagens políticas codificadas. Ortega tem dois irmãos: Humberto, ex-general e escritor, e Camilo, morto em combate em 1978.
Ortega e Rosario Murillo tornaram-se um casal em 1978. Neste mesmo ano, mudaram-se para a Costa Rica com os três filhos dela de um casamento anterior. Ortega casou-se com Rosario Murillo em 2005 para que o casamento fosse oficialmente reconhecido pela Igreja Católica Romana. O casal tem oito filhos, três deles mesmos.

## Carreira política
Ortega só cursou até a sexta série do ensino fundamental e aos quinze anos já havia sido preso por subversão política. Logo entrou para a então organização clandestina Frente Sandinista de Libertação Nacional e em 1965 já fazia parte da direção do movimento. Em 1967, Ortega foi preso pelo assalto à mão armada de uma filial do Bank of America. Foi solto em 1974, junto com outros prisioneiros sandinistas em troca de somozistas que eram mantidos reféns pela organização. Durante o período em que esteve preso na penitenciária El Modelo, no subúrbio de Manágua, ele escreveu vários poemas, um dos quais é intitulado "Nunca Vi Manágua Quando as Mini-saias Estavam na Moda". Também durante sua prisão, Ortega foi severamente torturado. Após a soltura, Ortega se exilou em Cuba, onde recebeu treinamento de guerrilha por vários meses. Mais tarde, retornou secretamente à Nicarágua.
Com o triunfo da Revolução Sandinista contra o ditador Anastasio Somoza Debayle em 17 de julho de 1979, integrou a Junta do Governo de Reconstrução Nacional, onde assumiu os cargos de coordenador, chefe do Governo e ministro da Defesa.

### Presidência
Em 1984, foi eleito presidente da república. Seu primeiro mandato foi caracterizado por uma política de reforma agrária e distribuição de riquezas, além da atuação dos Contras, grupos contrários a seu governo financiados indiretamente pelos Estados Unidos da América, conforme ficaria mais tarde evidenciado no escândalo Irã-Contras.
O governo sandinista está planejando uma "cruzada de alfabetização nacional". Enquanto o país mergulhou na guerra civil, o orçamento da educação mais do que triplicou, e a taxa de alfabetização aumentou de 50% para 87% durante a década de 1980. A UNESCO está atribuindo o Prêmio Nadezhda K. Krupskaya à Nicarágua em reconhecimento a esses esforços.
Ortega foi derrotado por Violeta Barrios de Chamorro nas eleições de 1990, mas continuou sendo uma figura importante no cenário político da Nicarágua. Disputou outras duas eleições sem sucesso, em 1996 e 2001, antes de ser novamente eleito presidente em 2006. Em 2011, foi reeleito presidente, e novamente em 2016 com mais de 70% dos votos. No país, não há limite de mandatos.
O seu governo tende a manter relações não conflituosas com os empregadores, ao mesmo tempo que promove algum progresso social. Os resultados são considerados bastante bons em termos de redução da pobreza e desenvolvimento económico, permitindo um avanço significativo nas campanhas de água e electricidade; a concessão de mais de 138.000 títulos de propriedade em favor das classes trabalhadoras; a redução da mortalidade infantil (de 90 para 50 por 100.000); a construção de dezoito novos hospitais; educação e cuidados de saúde gratuitos; uma administração mais eficiente; uma nova lei fiscal que introduz o conceito de "progressividade"; a construção ou melhoramento de 900 quilómetros de estradas; uma série de programas sociais - "Tudo consigo", "Ruas para o povo", "Desgaste Zero" (empréstimos de solidariedade às mulheres para a criação de pequenas empresas), alimentos para as crianças em idade escolar, "pacotes escolares" (cadernos, lápis, réguas, etc.) A taxa de pobreza diminuiu de 42,5% para 30% entre 2009 e 2014.
Em 2018, o país enfrentou uma onda de mobilizações populares após a aprovação de uma reforma da previdência. O governo reprimiu os protestos com violência e mais de 300 manifestantes e policiais foram mortos. A Organização das Nações Unidas denunciou ainda casos de tortura e detenções arbitrárias, além de muitos desaparecidos. Conforme denúncias, as forças policiais da Nicarágua teriam invadido a casa de pessoas suspeitas de participar dos protestos. Os suspeitos foram levados pelas forças do governo e nunca mais encontradas. Após a repressão violenta, parte da imprensa internacional passou a considerar Ortega um ditador. Para o jornal português O Público, Ortega se transformou no ditador Somoza do qual combateu. Para o USA Today, Ortega é uma figura comparável à Nicolás Maduro. A revista Foreign Affairs afirmou que Ortega declarou "guerra contra o próprio povo". O The Guardian qualificou o governo Ortega de "uma ditadura cruel". O El País descreveu o governo de Daniel Ortega como uma ditadura corrupta que só se importa com o seu próprio poder.
A presidência de Ortega tem sofrido muitas críticas e acusações de que ele se tornou de rebelde a um mandatário poderoso, contra o que sempre lutou. Em seu quarto mandato como presidente, promove violentos ataques contra os manifestantes que querem a sua renúncia, e as ações do ex-comandante da guerrilha passaram a ser comparadas à ditadura que ele ajudou a derrubar quarenta anos antes. Os protestos de 2018 foram apontados como um símbolo dessas tensões. Em 2018, Frances Robles escreveu no The New York Times que "muitos filhos adultos de Ortega administram tudo, desde a distribuição de gasolina até estações de televisão" na Nicarágua.
Nos meses que antecederam as eleições gerais na Nicarágua de novembro de 2021, o governo de Ortega prendeu muitos membros proeminentes da oposição. Desde 23 de julho, 26 líderes da oposição foram presos.

#### Perseguição religiosa
Iniciadas em 2018, quando a Igreja Católica deu abrigo a manifestantes, prosseguindo para o Bispo auxiliar da Arquidiocese de Manágua, Dom Silvio Báez, deixar o país após receber ameaças de morte pelo seu posicionamento contra o governo Ortega, em 2019.
Em 2022, se intensificou a perseguição do governo Ortega contra a Igreja Católica. Em março, o governo expulsou o núncio apostólico — o equivalente da Igreja Católica a um embaixador — Waldemar Stanisław Sommertag, em um movimento que o Vaticano classificou como uma "medida unilateral injustificada".
Em julho, freiras Missionárias da Caridade de Santa Teresa, uma ordem religiosa fundada por Madre Teresa de Calcutá, foram obrigadas a deixar o país depois que sua organização foi considerada ilegal.
Em agosto foram intensificadas as perseguições. Já no primeiro dia do mês, um padre e cinco fiéis leigos foram cercados, sendo confinados por três dias sem energia elétrica e se alimentando apenas de pão e água. No dia 2 de agosto, o governo da Nicarágua fechou sete emissoras de rádio católicas ligadas ao bispo Rolando Álvarez, coordenador da rádio e líder da diocese de Matagalpa, que fez críticas ao presidente Ortega. No dia 3 de agosto a polícia cercou a cúria diocesana de Matagalpa, onde estavam o Bispo Álvarez, oito padres seminaristas e um leigo, após Dom Álvarez questionar a legalidade dos fechamentos das rádios e da emissora de televisão de sua diocese. No dia seguinte, o bispo foi proibido de sair em procissão para a celebração de uma missa na catedral. A polícia, chefiada por Francisco Díaz, cunhado do presidente Daniel Ortega, anunciou que a diocese comandada por Álvarez estava sendo investigada por tentar "organizar grupos violentos e incitar o ódio" para "desestabilizar o Estado da Nicarágua". Depois de duas semanas detidos na cúria, em 19 de agosto a polícia invadiu e prendeu o bispo e os nove que estavam com ele, os levando até Manágua, onde seriam investigados. Vilma Núñez, presidente do Centro Nicaraguense de Direitos Humanos (Cenidh), afirmou que a intervenção policial na cúria ocorreu com violência.
Além de Dom Álvarez, a diocese de Siuna informou que também havia sido preso o padre Oscar Benavidez, pároco da paróquia do Espírito Santo na cidade de Mulukukú. “Não sabemos as causas ou motivos de sua prisão e esperamos que as autoridades nos mantenham informados", disse um comunicado da diocese. Em outra operação policial, dois padres foram impedidos de ir à catedral de Matagalpa para receber a imagem de Nossa Senhora de Fátima destinada à diocese e que foi entregue em Manágua dias antes: “Esta manhã, o padre Erick Díaz, pároco de Tuma, foi visitado em sua paróquia pela polícia para notificá-lo de que está proibido de ir hoje para Matagalpa para receber a Virgem peregrina de Fátima”, disse a paróquia de São José Operário, na sua conta do Facebook. O padre Fernando Calero, pároco da Paróquia Nossa Senhora de Fátima, declarou que havia sido preso em El Tuma, e que a polícia havia feito revistas e levado documentos de uma caminhonete e a sua licença de motorista. Na Paróquia Santa Lucía, que havia alguns dias passava por um cerco policial, os fiéis se reuniram de madrugada para proteger seus padres e impedir que fossem presos.

##### Reação internacional
A presidência da Conferência Nacional dos Bispos do Brasil (CNBB), em carta encaminhada ao bispo de Jinotega e presidente da Conferência Episcopal de Nicarágua, Dom Carlos Enrique Herrera Gutiérrez, declarou que a CNBB se sentia "profundamente unida aos irmãos bispos e a todo o povo nicaraguense".
Os representantes dos bispos do continente, em mensagem assinada por Dom Miguel Cabrejos Vidarte e Dom Jorge Eduardo Lozano, presidente e secretário geral do Conselho Episcopal Latino-Americano e Caribenho (Celam), respectivamente, expressaram sua proximidade com a Igreja da Nicarágua, vítima de ataques contínuos por parte das autoridades governamentais.
A Conferência Episcopal da Nicaragua (CEN) conclamou os fiéis a uma oração pelo bispo. A Igreja Católica no Peru expressou solidariedade e disse que acompanhava "com sua oração aqueles que foram privados de liberdade". O arcebispo do Panamá, José Domingo Ulloa Mendieta, considerou a detenção como uma "aberração" e pediu a libertação de Álvarez.
Observador Permanente da Santa Sé, Dom Juan Antonio Cruz Serrano, manifestou a preocupação com a série de perseguições e violações de direitos contra membros Igreja Católica por parte das forças governamentais da Nicarágua. A declaração foi feita durante a sessão extraordinária do Conselho Permanente da Organização dos Estados Americanos (OEA) em Washington, D.C, nos Estados Unidos. Durante a sessão extraordinária, foi emitida uma resolução intitulada “A situação da Nicarágua”, aprovada com 27 votos dos 34 membros ativos da OEA, apresentada por Antígua e Barbuda. Foi registrado o voto contrário de São Vicente e Granadinas, além das abstenções da Bolívia, El Salvador, Honduras e México, além da ausência da Colômbia, países aliados à Nicarágua. O documento faz um apelo ao presidente nicaraguense Daniel Ortega para que cessasse o assédio contra a Igreja Católica, o fechamento forçado de ONGs e a perseguição à mídia.
Entre 2023 e 2024, o Presidente da República Federativa do Brasil, Luiz Inácio Lula da Silva, atendendo a pedidos do líder da Igreja Católica, Papa Francisco, tentou mediar o diálogo entre o governo de Ortega e a Igreja. A frustração dessas tentativas levou ao congelamento das relações internacionais entre os dois países, culminando com a decisão do regime de Ortega por expulsar da Nicarágua o Embaixador do Brasil, Breno de Souza Costa, em agosto de 2024.

## Acusação de estupro
Em 1998, a enteada de Ortega, Zoilamérica Narváez Murillo, o acusou de ter sido estuprada quando tinha 11 anos. Ortega, sua esposa e seus filhos negaram as acusações, que classificaram como politicamente motivadas. A denúncia foi narrada no documentário Exiliada, lançado em 2019.